# Castilhos
Castilhos é um bairro angolano da cidade de Ondijiva, a capital da província do Cunene.
É neste bairro que está localizado o Estádio dos Castilhos.